# Charles Barrelier
Charles Barrelier war ein französischer Hersteller von Automobilen.

## Unternehmensgeschichte
Das Unternehmen aus Asnières-sur-Seine begann 1921 mit der Produktion von Automobilen. Der Markenname lautete Bama. 1922 endete die Produktion.

## Fahrzeuge
Das einzige Modell war ein Cyclecar. Dabei handelte es sich um ein Dreirad, bei dem sich das einzelne Rad vorne befand. Für den Antrieb sorgte ein luftgekühlter Zweizylindermotor mit 285 cm³ Hubraum. Der Motor war im Heck montiert und trieb die Hinterachse an. Ungewöhnlich für ein solches Fahrzeug war die Verwendung eines Differenzials. Das Getriebe verfügte über vier Gänge. Die Höchstgeschwindigkeit war mit 35 km/h angegeben.